# HyeKyung Lee (1959)
HyeKyung Lee (이 혜 경 Lee, HuyKyung; Wonju, 1959) is een Zuid-Koreaans muziekpedagoge en pianiste.

## Levensloop
Lee begon op zesjarige leeftijd het piano te bespelen. Na het winnen van diverse nationale muziekwedstrijden had zij op 11-jarige leeftijd haar openbaar concertdebuut met het Seoul Sinfonietta Orchestra. Vier jaar later was zij soliste bij het oprichtingsconcert van het Korea Jeunesse Musicale Orchestra. Vanaf 1975 studeerde zij aan de Folkwang Musikhochschule in Essen en kreeg straks na het studiebegin een studiebeurs van de Deutscher Akademischer Austausch-Dienst (DAAD). Zij won zowel de Folkwang Prijs als de pianocompetitie van de Duitse muziekconservatoria. Later studeerde zij aan de Hochschule für Musik und Theater in München en behaalde in 1981 haar diploma's met onderscheiding. Gedurende haar volgende masterstudies verzorgde zij concerten in München, Frankfurt am Main, Keulen en maakte opnames voor diverse omroepgezelschappen in Duitsland. Tijdens de Vianna da Motta wedstrijd in Lissabon werd zij met de Bach-Prijs bekroond. 
In 1984 keerde zij naar Zuid-Korea terug en werkte als pianiste met jaarlijks rond 30 optredens en als docente aan de Chung-Ang Universiteit (CAU) in Heukseok-dong (Seoel). Tegenwoordig wordt zij beschouwd als een van de beste Zuid-Koreaanse pianisten. In 1984 werd zij onderscheiden met de prijs van Kritiek van de Koreaanse Muziek Pen Club en in 1988 ontving zij de prijs Muzikant van het jaar door het muziekmagazine "Dong-A". In 1993 ontving zij de prijs in de sectie toetseninstrumenten van het Koreaanse muziekgezelschap en in 2004 de prijs van de Koreaanse muziekcritici federatie. In 2005 behoorde zij tot de jury van de Internationale piano competitie in Louisiana. In 2006 was zij gastdocente aan de Hochschule für Musik Saar in Saarbrücken
Als pianist werkte zij tot nu in 4 continenten, bijvoorbeeld in het John F. Kennedy Center for the Performing Arts, het Lincoln Center in de Verenigde Staten in Sydney (Australië, in Tokio en Kobe (Japan), op de Filipijnen, in Rusland, Algerije, Oostenrijk, Maleisië, Oekraïne, Verenigd Koninkrijk, Ierland en in verschillende Duitse steden. 